# Peter Ehrenspetz (1674–1738)
Peter Ehrenspetz, tidigare Speet, född 1674, död 24 april 1738, var en svensk kommissarie.

## Biografi
Peter Ehrenspetz föddes 1674. Han var son till faktorn Henrik Speet och Maria Larsdotter Falck. Ehrenspetz var faktor vid klädesfaktoriet i Norrköpings stad. Han adlades 6 maj 1704 och adopterade brodern Abel Ehrenspetz adelsnamn Ehrenspetz och nummer 1388. Ehrenspetz blev 1718 kommissarie. Han avled 1738 och begravdes 2 maj samma år i Norrköping.

### Familj
Ehrenspetz gifte sig första med en okänd kvinna och fick tillsammans med henne sonen kornetten Carl Henrik Ehrenspetz (död 1747) vid Nylands dragonregemente.
Ehrenspetz gifte sig andra gången  26 november 1705 på Skvällinge i Östra Skrukeby socken med Christina Samuelsdotter (1683–1718), dotter till amiralitetskaptenen Samuel Carlsson. De fick tillsammans barnen kanslisten Peter Ehrenspetz (1709–1736) vid krigsexpeditionen, Maria Margareta Ehrenspetz (1711–1770) som var gift med assessorn Nils Otto Eksköld, Anna Christina Ehrenspetz (född 1712), Henrik Samuel Ehrenspetz (född 1714) och Anna Christina Ehrenspetz (1718–1763) som var gift med assessorn Harald Urlander i kommerskollegium.